# Palác Včela
Palác Včela je novorenezanční budova na nároží náměstí Přemysla Otakara II. a ulice Karla IV. v Českých Budějovicích. Třípatrový dům zdobený bohatou štukovou a sochařskou výzdobou představuje příklad výpravné německé novorenezance. Objekt je součástí městské památkové rezervace. 
Do státního seznamu kulturních památek byl 29. ledna 1988 zapsán jako dvojice kulturních památek, která následně byla převzata do Ústředního seznamu kulturních památek pod čísly 19496/3-5719 (čp. 92) a 44602/3-5720 (čp. 93). V prosinci 2020 byly tyto zápisy zpětně anulovány jako neplatné, Národní památkový ústav však z opožděného zápisu vyvodil, že obě památky byly chráněny po celou dobu účinnosti minulého památkového zákona (1958–1987), kdy nebyly v žádném rejstříku památek zapsány.

## Charakteristika stavby
Německý spolek Včela (Spar und vorschussverein Biene) ze soutěžních návrhů vybral a staviteli Josefu Prieselovi k realizaci předal návrh vídeňského architekta Petera Paula Branga koncipovaný ve stylu německé (pozdní) novorenezance s prvky vídeňské secese. Volba neoceněného návrhu patrně souvisí s jeho nacionálním podtextem. Sochařskou výzdobu navrhl a realizoval budějovický malíř, sochař a pozdější ředitel Jihočeského muzea Richard Kristinus. Průčelí do náměstí zdobí prvky se symbolikou odkazující na činnost finančního ústavu. Klenba loubí oproti ostatním domům zasahuje výš. Plochu na průčelí mezi oblouky zdobí štukovým reliéfem naznačená nika vyplněná včelím úlem. Ze stran ji uzavírá dvojice pilastrů a shora oblouk, který je zastřešen trojúhelníkovým tympanonem. Ve vyšších patrech následují skutečné niky. Niku v prvním patře vyplňuje socha Spořivosti, ve druhém socha Píle, ve třetím nahrazuje niky opět štuková výzdoba: kartuše s reliéfem včely, logem ústavu. Nad okny podkroví, na hřebeni střechy, stála socha zpodobňující německého patricije z poloviny 16. století (doslova „einen deutschen Patrizier aus der Mitte des 16. Jahrhunderts“). Z bezpečnostních důvodů musela být kolem zimy 2016/2017 odstraněna. Přesunuta byla do přízemí domu, kde je umístěna ve vitríně.

## Kritika

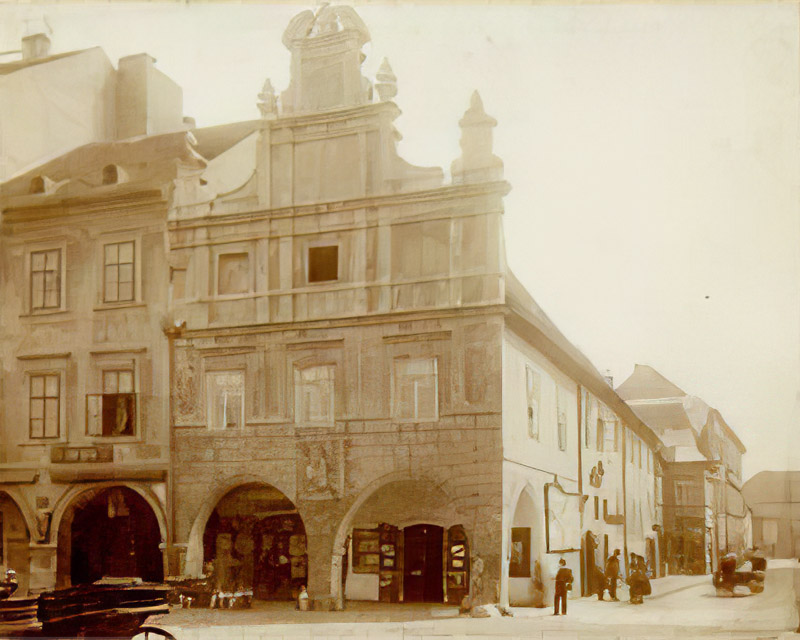
Stulíkův dům

Pro uvolnění parcely na stavbu paláce Včela došlo roku 1895 ke zbourání renezančního Stulíkova domu. Podle názorů některých kritiků a Klubu za staré Budějovice byl hodnotnější než budova, která jej nahradila.

## Využití

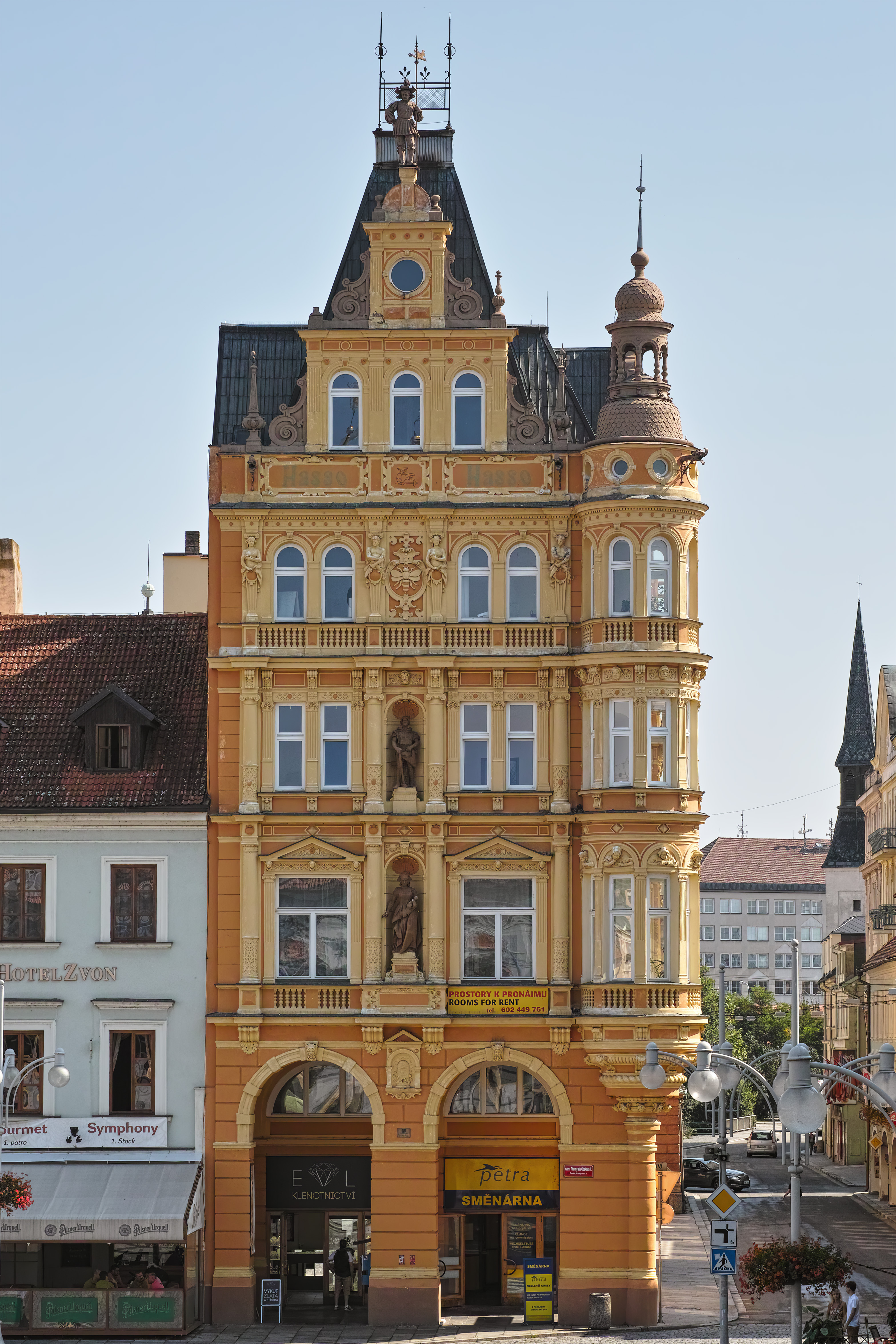
Před odstraněním sochy patricije

### Spolek Včela
Německý peněžní ústav (pokladna a zastavárna) Spar und vorschussverein Biene, krátce česky Včela, byl založen v roce 1894. Z důvodu prosperity se v roce 1895 rozhodl vystavět v centru Českých Budějovic palác, do kterého by přesunul svoji činnost. Návrh měl vzejít z architektonické soutěže, realizován byl v letech 1895–1896. Roku 1922 byla Včela vykradena, pachatel zůstal nezjištěn, takže ústav nezískal svůj majetek zpět, dostal se do finančních potíží a ukončil činnost. Palác roku 1923 převzal spolek Bund der Deutsche in Böhmen (Svaz Němců v Čechách), jehož logo (BdB) bylo na náměstí patrné ještě po druhé světové válce.

### Café Central
V prvním patře, s výhledem širokými okny na náměstí, fungovala od roku 1896 luxusní (zprvu německá) kavárna Café Central, přístupná po dlouhém schodišti vedoucím přímo z ulice. Mimo tradiční sortiment nabízela i víno a koňak. Byla obdobou tzv. pražské kavárny, do roku 1918 se v ní scházeli Češi i Němci, po založení Československa převážně Češi.
Café Central otevřel Štěpán Nitsche (též se psal jako Stefan Nitsche, Stefan Nietche) 18. srpna 1896 ve 12 hodin. Šlo o původem třeboňského hoteliéra, který před přesunem do Budějovic působil v Haydnově kavárně ve Vídni, jíž také vlastnil. Již dva dny po otevření upozornil budějovický tisk, že vchod do kavárny i ostatní texty jsou vedeny pouze v němčině. Přesto podnik zprvu navštěvovali Češi, Němci i německy mluvící Židé. Ke zlomu došlo v březnu 1897, kdy se v kavárně po volbách zastavila skupinka Čechů, která si zde zapěla českou píseň. To se nesetkalo s pochopením majitele podniku, ačkoli proti zpěvu v němčině nezasahoval. Nitsche vysvětlil, že česky se v budově zpívat nesmí, neboť si to němečtí majitelé Včely nepřejí a hrozila by mu výpověď. Společnost se přesunula do kavárny U Volbrechtů a kauza vyvolala bojkot podniku českými zákazníky. Ten přiživovaly i nelichotivé poznámky kavárníka Nitscheho a jeho choti na adresu budějovických Čechů. V prosinci 1898 zveřejnil list Budivoj, že „p. Nitschovi teče už hezky do bot“, dal výpověď a město plánuje opustit, což Nitsche veřejně rozporoval. V květnu 1899 (poté, co Budějovice opustil) místní tisk oznámil, že kavárník Nitsche zanechal ve městě dluhy v podobě neuhrazených dodávek kávy a nezplaceného pražícího stroje. Nitsche tisk žaloval za nezveřejnění tzv. opravy, soud ovšem prohrál a bylo mu uloženo vyplatit 7 zlatých. Ty redakce věnovala na polévky pro chudou mládež na českých školách.
15. dubna 1899 převzal kavárnu Josef Danko z Vídně. Provozoval ji po následující čtyři roky, kdy ji k 1. říjnu 1903 převzali Albert Elsner s Jindřichem Jungwirtem.

### Cukrárna Eduard Pechotsch
K 15. září 1896 přesunul do Včely svoji cukrárnu Eduard Pechotsch. Jeho nabídka zahrnovala denně čerstvé pečivo:
| „                  | Kávové, čajové i stolní pečivo, dále karlovarské oplatky, plástky, dětské piškoty, dětské suchary od Aloise Ramsauera, cremovou čokoládu a na vaření, prášek kakaový per 1 dkg., všechny druhy nejjemnějších bonbonů a hezké bonboniery. Sklad uherského a francouzského koňaku, nejjemnějších známek v malých i velkých láhvích od 35 kr. do 4 zl., jakož i pravého jamaiského rumu, nejjemnějšího ruského čaje, v plechových krabicích i per dekagram, veškeré druhy tu- i cizozemských likérů nejjemnějších druhů, jakož i každoroční velký výběr vánočního pečiva za nejlevnější ceny. | “ |
| — Eduard Pechotsch | |   |

### Kaiserpanorama

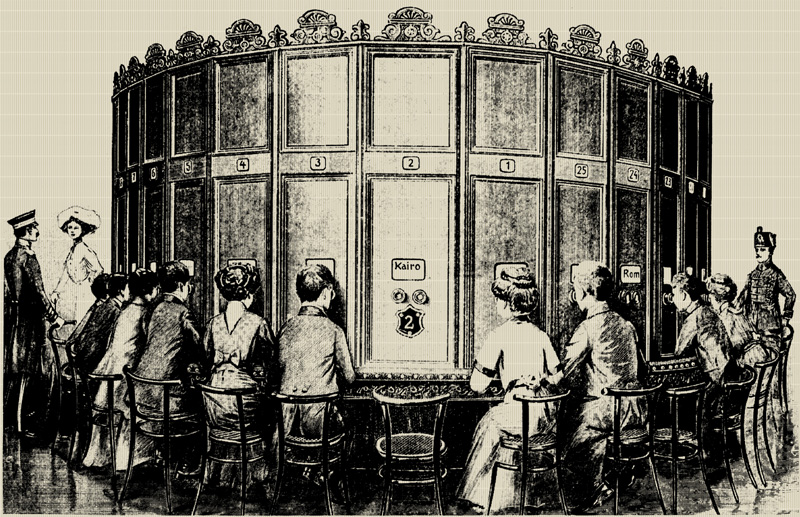
Kaiserpanorama, vynález Augusta Fuhrmanna

V suterénu promítalo Kaiserpanorama, předchůdce biografu.
Podnik, v českých novinách inzerovaný jako Císařské panorama, v Německých jako Kaiserpanorama, byl otevřen v neděli 11. prosince 1898. Filiálka velkého Kaiserpanorama v Berlíně nabízela stereoskopickou projekci fotografií ze skleněných desek. Nešlo o první podnik tohoto typu ve městě, již začátkem roku 1888 inzerovalo své služby Kaiserpanorama International (Císařské mezinárodní panorama) v hotelu Zvon a v roce 1895 Kaiserpanorama Saxonia v Divadelní ulici (dnes Dr. Stejskala). Podnik ve Včele zahájil činnost projekcí Interessantní cestování Benátkami. Otevíral denně od 10 do 22 hodin s výjimkou léta (zavíral v rozmezí poloviny června až začátku července a novou sezónu zahajoval na počátku září).
| „                               | Světoznámé a hojně navštívené „Císařské panorama“ získalo si po dlouholetém namahání velký počet serií skelných obrazů, množství tak skvostně podaných pohledů, jakých nelze mimo přírodu nikde spatřiti. Pro tisíce přátel přírody a umění i dějepisu jest tedy „Císařské panorama“, kde nejen nejkrásnější a nejpůvabnější kraje naší milé vlasti, ale i nejpamátnější místa Evropy, ano celé země lze v malém místě plasticky a ve svém přírodním útvaru zříti | “ |
| — Kaiserpanorama v paláci Včela | |   |

Podnik v místních novinách pravidelně inzeroval obsah projekcí, které se obměňovaly zhruba po týdnu. 28. prosince 1906 se s městem rozloučil provozovatel atrakce V. L. Krejčí, který se z Budějovic odstěhoval. Panorama fungovalo dále, přestalo však inzerovat v českých novinách. V německém Budweiser Kreisblatt publikovalo upoutávky ještě v prosinci 1912.

### Látky Antonín Myslivec
Tkadlec a obchodník Antonín Myslivec, původem z Rašovic, otevřel obchod 15. května 1901. Nabízel vlněné, bavlněné i lněné látky, damašky, plátna, širtinky, podšívky, záclony a koberce. Krátce po otevření obchodu přijímal švadleny k výrobě bluz a zástěr.

### U Schinků, U raka
Ve směru do ulice Karla IV. fungovala firma F. K. Schinko, delikatesy, lahůdky, vína, likéry, delikatesní lahůdkářství. V 50. letech 20. století změnily úřady název podniku na U raka a došlo k rozšíření i do vedlejšího domu.

### Karel Matouš – psací a kancelářské stroje
Předválečná firma Karel Matouš – psací a kancelářské stroje, která po roce 1948 marně usilovala o obnovení vlastního patentu na kufříkový psací stroj, později fungovala jako podnik Kancelářské stroje.

### Zemědělský nákupní a zásobovací podnik
Za éry socialistického Československa osídlil trakt v ulici Karla IV. Zemědělský nákupní a zásobovací podnik (ZNZP), který odtud řídil jednotlivé Zemědělské nákupní a zásobovací závody (ZNZZ).

### Snack bar
V 80. letech 20. století byl v přízemí otevřen Snack bar a formou okna do podloubí Středisko rychlého občerstvení, první rychlé občerstvení v Jihočeském kraji (nabízelo hranolky s tatarkou aj.).

### Ostatní instituce
Po revoluci se ve Včele vystřídalo mj. zlatnictví, cestovní kanceláře, redakce Zemských novin, Slova, firma Hasso a jiné.

## Zajímavosti
Na budově, směrem do ulice Karla IV., zůstaly zachovány dva secesní držáky tramvajového vedení. V paláci se narodil spisovatel Norbert Frýd. Jeho rodiče měli obchod v přízemí a byt ve třetím patře. Vzpomínky na dům popisuje v knize Hedvábné starosti.